# Joaquim Antônio Cordovil Maurity
Joaquim Antônio Cordovil Maurity (Rio de Janeiro, 13 de janeiro de 1844 – Rio de Janeiro, 6 de janeiro de 1915) foi um almirante da Armada Imperial Brasileira e da Marinha do Brasil, herói condecorado da Guerra do Paraguai.

## Biografia
Era um dos seis filhos do português Jacob Maria Maurity e sua esposa Joaquina Eulália Cordovil de Siqueira e Melo, descendente do clã de provedores da fazenda real cujo engenho deu nome a bairro do Rio de Janeiro.
Foi o comandante do monitor encouraçado Alagoas na vitoriosa Passagem de Humaitá, durante a Guerra do Paraguai. Distinguiu-se no episódio pois ignorando ordens avançou sozinho, durante pelos menos três tentativas, sob intenso fogo da artilharia do forte, logrando êxito.
Sobre o seu sucesso quando da vitória em Humaitá, registrou o Visconde de Taunay sobre sua volta ao teatro da guerra após a retirada da Laguna como secretário do Conde D'Eu:  “o meu objetivo era a glória, glória em todos os sentidos, militar, literário!... Pensava, então, poder subir, subir muito alto, tornando-me conhecido em todo o Brasil, assim uma espécie de Maurity, cujo nome era tão aclamado desde a célebre façanha na passagem pelas baterias de Humaitá, a 18 de janeiro de 1868” e que “Era, com efeito, difícil gozar de mais popularidade do que este oficial da marinha. (...) Naquele tempo, porém, não se falava senão em Maurity, e por toda a parte, cidades do litoral e do interior o aclamavam e davam-lhe brilhantes e seguidas festas.”

## Pós-morte e homenagens

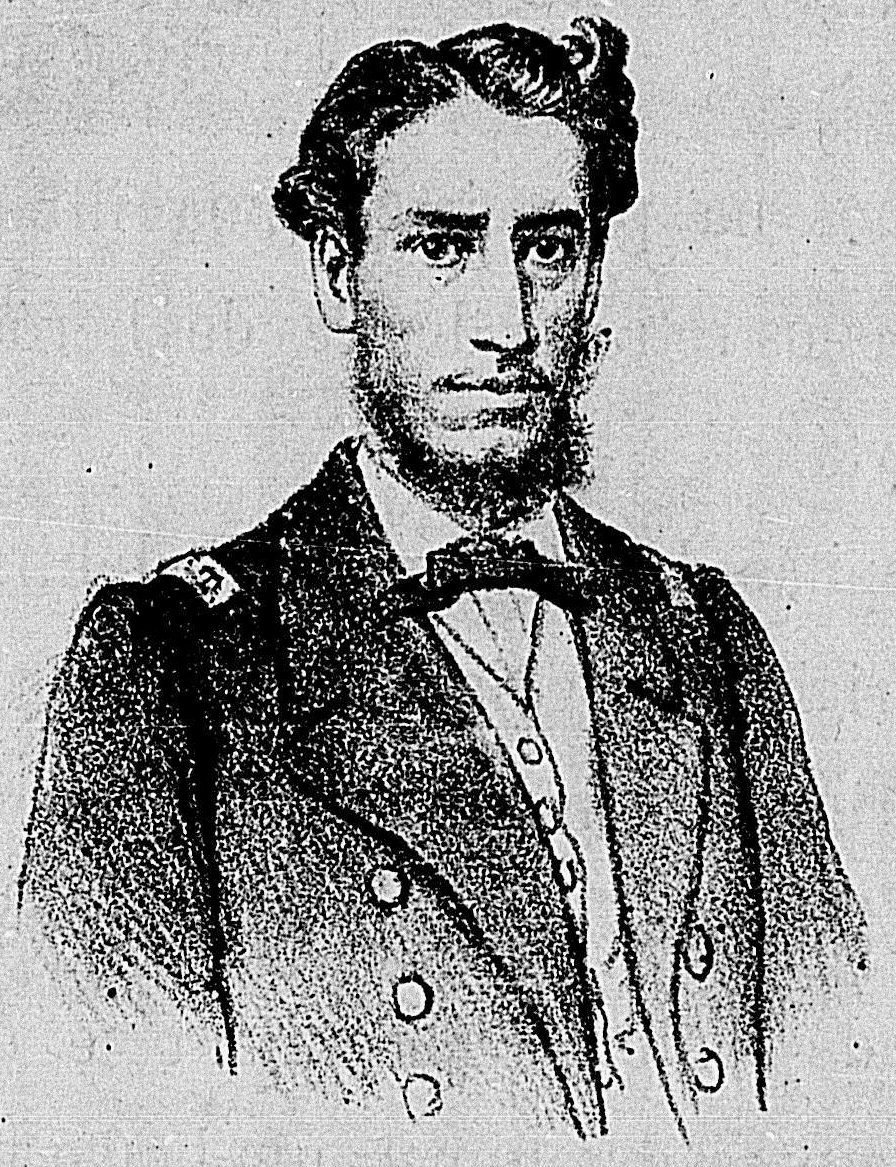
Capitão-tenente Joaquim Antônio Cordovil Maurity (Angelo Agostini, publicado em A Vida Fluminense, 1868).

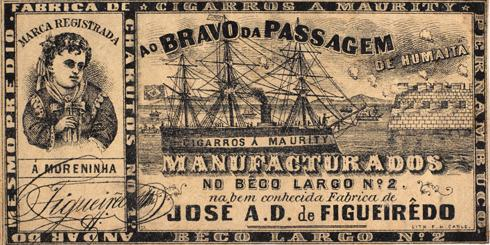
Rótulo de cigarro com homenagem "Ao Bravo da Passagem de Humaitá".

Sua residência no Rio era um palacete que, após sua morte, se tornou a "Pensão Maurity", pertencente a uma portuguesa e na qual morou o escritor Pedro Nava; sobre esta residência na Haddock Lobo registrou Nava: "ficava no lado ímpar, chegando à esquina da Matoso e tenho quase certeza de que ocupava com seu jardim lateral e terrenos do fundo, a área onde estão hoje os prédios numerados de 131 a 137"; prossegue: "Que bela casa! tão típica das grandes residências do fim do século passado e início do atual (...) só há muito pouco tempo seria moradia coletiva pois seu dono morrera recentemente, em 1915, aliás ainda não muito velho pois era de 1846. Todo o lado direito de quem olhava a casa era cego e corria parede-meia com a vizinha. Entrava-se pela esquerda, por largo portão de ferro encimado por florões com o M do dono da casa. Rodava sobre vastas pilastras de granito cada uma sobrepujada por cinco granadas acesas, símbolo do artilheiro que ali habitara"; Nava segue sua descrição, narrando sobre os jardins e o quintal, passando pela casa onde as portas tinha maçanetas de cristal com o "M" de "Maurity" gravado, ornadas por símbolos navais como cordas e âncoras.